# Alois Paikert

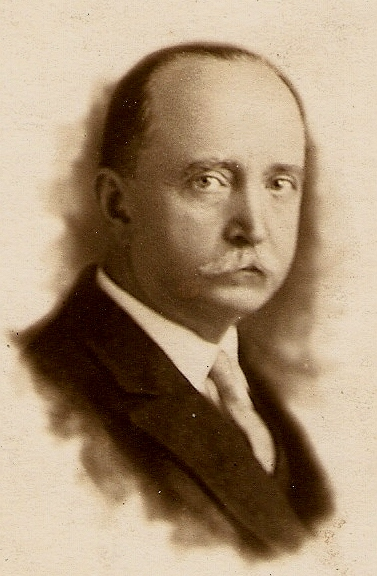
Seprősi jr. Paikert Alois

Seprősi jr. Alois Paikert (* 31. Mai 1866 in Trnava; † 30. Juli 1948 in Budapest) war ein Agronom, Rechtsanwalt und Museumsdirektor.

## Leben

### Jugend und Ausbildung
Als Sohn des Militärarztes Alois Paikert sen. (1831-1914) und der Walburga Walter Edle von Waltenau (1839-1903) legte er sein Abitur am katholischen Hauptgymnasium in Bratislava/Pressburg ab und studierte anschließend an der landwirtschaftlichen Wirtschaftsakademie in Magyarovar. Während seiner Ferien nahm er mehrmals an archäologischen Ausgrabungen, geführt von Ágoston Sőtér, in Moson teil. Er schloss sein Studium als Agronom im Jahr 1887 ab und studierte anschließend Jura an der Wissenschaftsuniversität in Budapest. Im 2. Studienjahr wurde er Assistenzprofessor in der Abteilung für Anthropologie unter der Leitung von Aurél Török. Seinen Adelstitel „Seprősi“ erhielt er 1909 dank seinem Vater, dem Militär-Chefarzt Alois Paikert.

### Landwirtschaftliche Laufbahn
Im Oktober 1891 wurde ihm die Hilfssekretär-Stelle beim ungarischen Wirtschaftsverband (OMGE) angeboten. Bis 1896 beteiligte er sich an der Reorganisation des Verbands, der Gründung des Magazins Köztelek (Gemeinschaftsland) (1891), der Gründung der Landwirte-Genossenschaft (1891) und der Heim-Zeitung (1893). Zudem nahm er an Landwirtschafts-Kongressen teil, organisierte Ausstellungen und beteiligte sich an der Genossenschaftsbewegung. Im Jahr 1892 machte er das Staatsexamen, und 1893 wurde er zum Gewerkschaftssekretär befördert.
Während der World Expo 1893 in Chicago führte er während anderthalb Jahren die Studienreise der OMGE-Experten durch Nordamerika an. Er war „Berichterstatter der Bildungs- und Literaturabteilung, der ständige Veranstalter von Wirtschaftsvorträgen, der Berichterstatter der Fachabteilung für Pferdezucht, Organisator von Luxus Pferde-Messen, Dressur und Springreiten“. Im 1894 war er einer der Gründer der „Rezension der ungarischen Wirtschaftsgeschichte“, bis 1897 neben Károly Tagányi Redakteur des Blattes und bis 1899 dessen Mitherausgeber. Im 1895 nahm er an einer längeren Reise durch Frankreich, England, Schottland, Irland und Deutschland teil. Ende 1895, Anfang 1896 wurde er durch den Landwirtschaftsminister Ignaz Darányi beauftragt, den internationalen Landwirtschaftskongress in Budapest vorzubereiten und zugleich dessen Sekretär zu werden. Am 19. Dezember 1896 demissionierte er als OMGE-Sekretär und wurde dann zum Ehren-Sekretär gewählt.

### Im Ministerium für Landwirtschaft und im königlichen Landwirtschaftsmuseum
Aufgrund der im 1896 Millennium-Ausstellung populären landwirtschaftlichen Themen initiierte Alajos Paikert jun. die Organisation und Errichtung des landwirtschaftlichen Museums im Budapester Stadtpark Vajdahunyad, vorerst in provisorischen Gebäuden. Im Auftrag von Ignác Darányi wurde er 1987 dessen erster Museumsverantwortlicher (Museologe). Von 1900 bis 1903 lebte er in Washington als „Royal Hungarian Agricultural Commissioner“. Er berichtete aus den USA und Kanada und baute wirtschaftliche und diplomatische Beziehungen zwischen diesen Ländern und Ungarn auf. Er initiierte die Vereinbarung zwischen der amerikanischen und ungarischen Regierung für gegenseitigen telegraphischen Austausch von Ernteschätzungen in der Landwirtschaft. Nach seiner Rückkehr im 1903 war er einer der Hauptorganisatoren bei der Einrichtung des Museums, das nach Plänen von Ignác Alpár gebaut wurde. Am 9. Juni 1907 weihte Kaiser und zugleich König von Ungarn Franz Joseph II. das neue Museum feierlich ein.
Am 25. Juli 1916 wurde er dem Landwirtschaftsministerium und ebenfalls dem Ministerium für Binnenindustriewirtschaft zugeteilt. Später wurde er in die Experimentelle Direktion befördert und dann zum Ministerrat ernannt. Er entwickelte und reformierte das Ministerium für Heimatschutz.

### Direktor des königlichen Landwirtschaftsmuseums und Museumsgründer

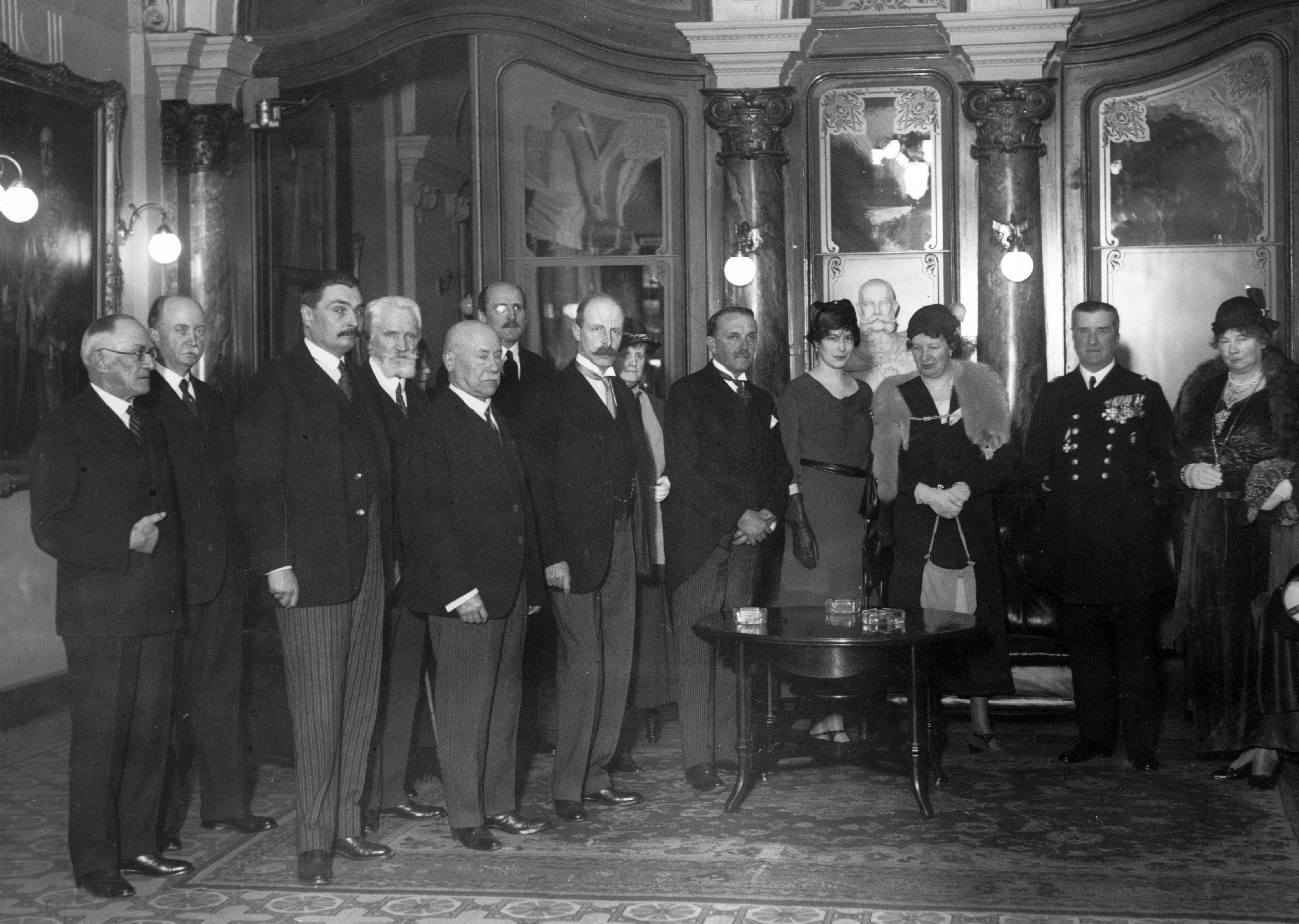
Váci utca 38. Országos Tiszti Kaszinó. A felvétel 1934. március 19-én készült Percy Thomas Etherton ezredes előadása alkalmával, melyet a Mount Everest átrepüléséről tartott. Balról 1. Boér Elek Fortepan 20729

Im November 1923 wurde er zum Direktor des Landwirtschaftmuseums ernannt. Im Jahr 1925 begann er, den Verein „Freunde des Landwirtschaftmuseums“, dessen erster Präsident er wurde, zu organisieren. Im Jahr 1929 wurde er vom Ministerium beauftragt, bei der Weltausstellung in Barcelona die ungarische Landwirtschaftshalle einzurichten. Im gleichen Jahr bat ihn der ägyptische König Fu'ād I., das Landwirtschaftsmuseum in Kairo aufzubauen. 1930, um diese Aufgabe erfüllen zu können, trat er als Direktor des Landwirtschaftsmuseums in Budapest in den Ruhestand. Bei dieser Gelegenheit erhielt er den Titel „Staatssekretär“. Nach der Rückkehr aus Kairo 1936 erarbeitete er den Entwurf für die „Weltalliance“. Nach mehreren Verhandlungen hat die Ungarische Gesellschaft für Außenpolitik den Vorschlag angenommen und in gedruckter Form veröffentlicht. Der Entwurf erhielt die wichtigsten Grundsätze der „Charta der Vereinten Nationen“, die mehr als 50 Staaten am 26. Juni 1945 in San Francisco unterzeichneten. Ab 1940 lebte er zurückgezogen, sechs Monate in Balatonszemes (Somogy Region) und sechs Monate an der Sonnenstraße Nr. 4 (Napos út 4.sz) in Budapest, wo er seine Erinnerungen und Gedichte schrieb.
Anfang des 20. Jahrhunderts malte der promovierte Maler Szokol Willibald sein Porträt im Direktoren-Alter (heute kann das Gemälde in der Lounge des Museum of Agriculture besichtigt werden).

### Tod und Grabstätte
Alois Paikert wurde am 2. August 1948 auf dem Friedhof Farkasréti, am durch den Bürgermeister von Budapest bestimmten Ehrenplatz, beigesetzt. Das Grab wie auch die Gräber seiner Eltern und Ehefrau wurden in der kommunistischen Ära aufgehoben.

## Journalistische- und Vereinstätigkeit
Im Jahr 1908 wählte ihn der ungarische Wirtschaftsverband zum Generalsekretär. Er startete im Blatt Köztelek (Gemeinschaftsland) die ständige Kolumne „Auslandsübersicht“ und war deren kontinuierlicher Kolumnist. Im Sommer 1908 nahm er an einer Studienreise, die vom OMGE Vorsitzenden László Esterházy angeführt wurde, nach England teil. Bei Empfang in der Royal Agricultural Society of England begrüßte er die englischen Bauern im Namen der OMGE und der ungarischen Landwirte.
Im Jahr 1910 gründete er die Gesellschaft Turan (Ungarn Asiatic Society) unter dem Vorsitz von Graf Pál Teleki, Graf Béla Széchenyi und Ármin Vámbéry. Ab 1913 war er Initiator und Redakteur des zweimonatlich erscheinenden Blattes "Turánt", initiierte (1917) und organisierte (1920) die ungarische Gesellschaft für auswärtige Angelegenheiten, deren Vorsitz Graf Albert Apponyi übernahm. Durch vorübergehenden Umzug des Landwirtschaftsministers erledigte Paikert als stellvertretender Geschäftsführer alle für die Funktion der Gesellschaft notwendigen Aufgaben und dies ab November 1921 auch als Ministerrat. Bei internationalen Kongressen vertrat er sein Land als Mitglied der ungarischen Delegation.

## Familie
Mit seiner Ehefrau Osgyáni Rónay Deli hatte er drei Kinder: Alois, Charles Geza und Eva. Sohn Alois war Legationsrat im Außenministerium in Budapest. Er emigrierte in die USA, wo er 1941–1971 im Treasury Departement in New York City arbeitete. Nach seiner Pensionierung zog er nach Lausanne (Schweiz), wo er unverheiratet 1976 starb. Sein zweiter Sohn, Charles Géza Paikert (1902–1990), verließ Ungarn bereits 1924, indem er die Familie Habsburg ins spanische Exil begleitete. Später reiste er auch in die USA, wo als Jurist, Historiker, VKM Berater, Kultur-Diplomat, 1947–1975 Professor an der Syracuse (USA) Le Moyne College und an der Universität Le Moyne tätig war. Tochter Eva (mit dem Husarenoberst Joseph von Auerhammer verheiratet) war die einzige, die bis zu ihrem Tod (1984) in Budapest blieb.

## Werke
- Paikert Alajos, Jr. Großbritannien, Die Interessen der ländlichen Landwirtschaft. In Englisch Republic Pictures. Berichte eine Studienreise an die Mitglieder OMGE 1908-4 14. Juli Juni. Ed. Szilassy Zoltán, Bp, 1909: S. 129–141.
- Paikert Alajos: Internationale Organisation der landwirtschaftlichen Interessen. Klny. der Foreign-Slam, 1921–1922. Vol., Bp. 1922